# Serjania diversifolia
Serjania diversifolia är en kinesträdsväxtart som först beskrevs av Nikolaus Joseph von Jacquin, och fick sitt nu gällande namn av Ludwig Radlkofer. Serjania diversifolia ingår i släktet Serjania och familjen kinesträdsväxter. Utöver nominatformen finns också underarten S. d. parvula.